# Hugh Johnson (enologo)
Hugh Eric Allan Johnson (Londra, 10 marzo 1939) è uno scrittore e giornalista inglese.
È considerato lo scrittore di vino più venduto al mondo.  Un vino che ha assaggiato nel 1964, uno Steinwein del 1540 del vigneto tedesco Würzburger Stein, è considerato uno dei più antichi mai assaggiati.
È anche un appassionato giardiniere, che da molti anni scrive libri e rubriche sul giardinaggio.

## Biografia
Figlio di Guy F. Johnson CBE e Grace Kittel, ha studiato alla Rugby School e al King's College di Cambridge.
Johnson è diventato un membro della Cambridge University Wine and Food Society mentre era uno studente universitario negli anni '50.
Johnson scrive sul vino dal 1960, è stato assunto come giornalista da Condé Nast Publications dopo la laurea, e ha iniziato a lavorare per Vogue e House & Garden, diventando nel 1962 redattore di Wine & Food e nello stesso anno corrispondente del The Sunday Times, di cui nel 1967 è diventato Travel Editor. Dal 1968 al 1970 ha diretto la rivista Queen succedendo a Jocelyn Stevens.
Ha pubblicato molti libri, esordendo con Wine nel 1966. Il suo The World Atlas of Wine (1971) è stato considerato il primo serio tentativo di mappare le regioni vinicole del mondo, descritto dal direttore dell'INAO come "un importante evento nella letteratura enologica".
Dal suo lancio nel 1973, Johnson è stato presidente del Sunday Times Wine Club, parte di Laithwaites, ora il più grande commerciante di vini per corrispondenza al mondo. Dal 1986 al 2001 è stato direttore del Bordeaux First Growth Chateau Latour e nel 1990 è stato co-fondatore della Royal Tokaji Wine Company nel tentativo di ricostruire l'industria Tokaji in declino dopo il comunismo. Nel 1986 ha avviato la Hugh Johnson Collection, che vendeva (fino al 2010) bicchieri da vino e altri manufatti legati al vino, principalmente in Estremo Oriente, con un negozio in St James's Street, a Londra.
Il suo libro Vintage: The Story of Wine, un autorevole compendio di 500 pagine, è stato pubblicato per la prima volta nel 1989 da Octopus e rieditato nel 2004 in un'edizione completamente illustrata da Mitchell Beazley. È stato anche trasformato in una serie TV in 13 parti per Channel 4 e Boston PBS, trasmessa per la prima volta nel 1989. Dal 1977 ha compilato il suo Pocket Wine Book annuale, tradotto in 14 lingue, vendendo molti milioni di copie.
Nel 1973 Johnson scrisse The International Book of Trees. Nel 1975 è diventato direttore editoriale ed editorialista della rivista della Royal Horticultural Society (The Garden), Tradescant. Trad's Diary, giunto alla sua 44ª edizione, è apparso online e sulla rivista Hortus. Nel 1979 ha pubblicato The Principles of Gardening e nel 2010 una nuova edizione riscritta di Trees. Trad's Diary è stato antologizzato tre volte, come Hugh Johnson on Gardening (1993), Hugh Johnson in the Garden (2009) e Sitting in the Shade (2021).
È stato nominato Decanter Man of the Year nel 1995 e Ufficiale dell'Ordine nazionale francese du Mérite nel 2004 e Ufficiale dell'Ordine dell'Impero Britannico (OBE) nel 2007 «per i servizi alla vinificazione e all'orticoltura». Nel 2000 è stato insignito della Veitch Memorial Medal della Royal Horticultural Society.
Johnson è conosciuto come uno degli oppositori più accaniti del mondo del vino all'assegnazione di punteggi numerici al vino. Nell'autobiografia A Life Uncorked, ha anche espresso rammarico per l'influenza del critico enologico Robert Parker sul mondo del vino. Nel 2005 Johnson ha dichiarato: «L'egemonia imperiale vive a Washington e il dittatore del gusto a Baltimora».

## Opere
(selezione)
- Atlante dei vini, Milano, Mondadori, 1973.
- Gli alberi: per conoscere, rispettare e saper coltivare gli alberi delle zone temperate del mondo, Milano, Mondadori, 1974.
- I migliori vini di tutto il mondo, Milano, Rizzoli, 1980.
- La cura del giardino, Novara, Istituto geografico De Agostini, 1982.
- Il vino. Storia tradizioni cultura, Padova, F. Muzzio, 1991.
- Il libro dei vini: conoscere e scegliere il vino. 2000, Torino, Rosenberg & Sellier, 1999.